# Фильнахерн
Фильнахерн (нем. Villnachern) — коммуна в Швейцарии, в кантоне Аргау.
Входит в состав округа Бруг.  Население составляет 1445 человек (на 31 декабря 2007 года). Официальный код  —  4122.